# Henryk Korotyński

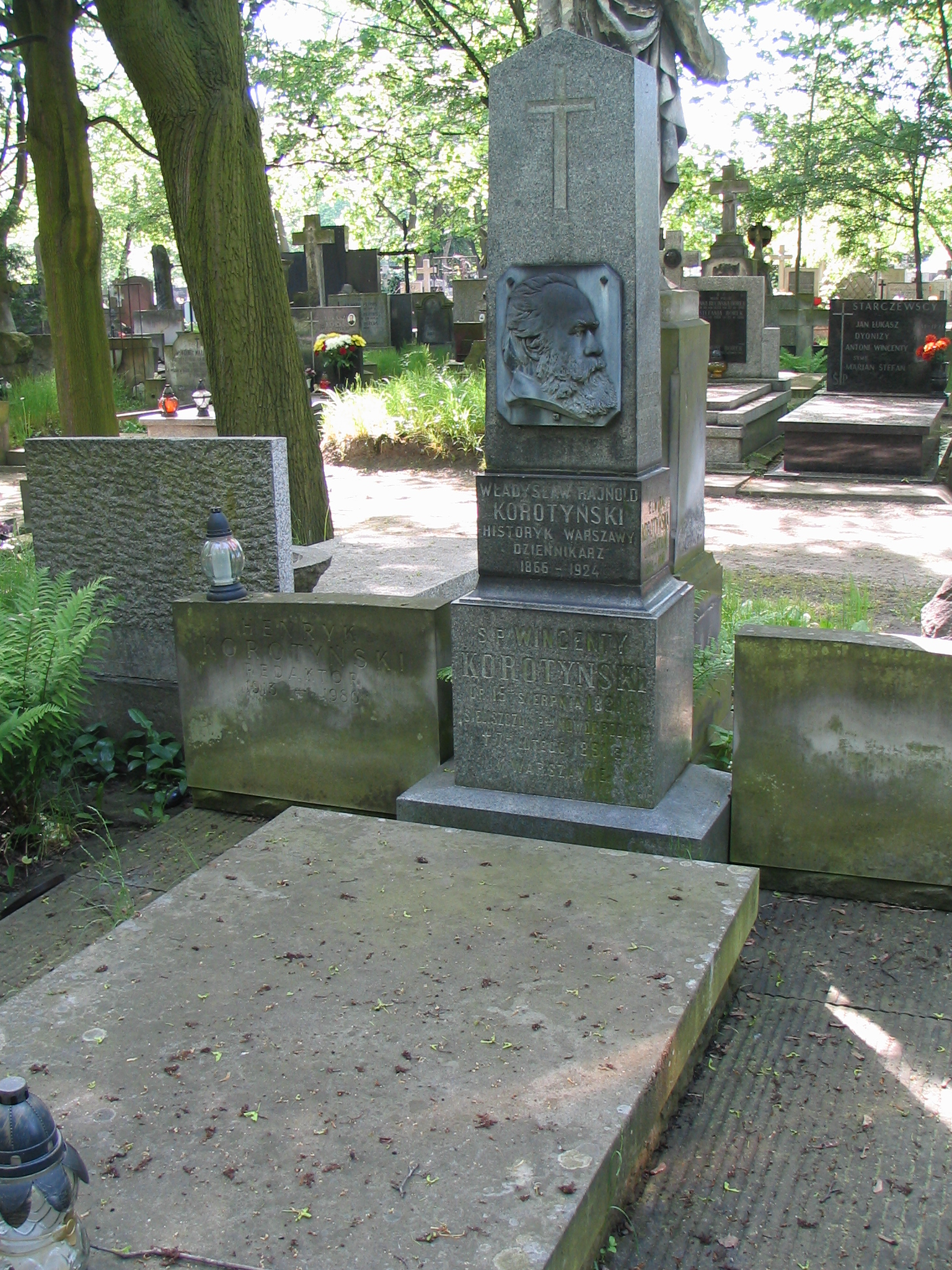
Nagrobek Władysława Korotyńskiego na cmentarzu Powązkowskim. W tym grobie spoczywają także Wincenty Korotyński, Henryk Korotyński, Bruno Wincenty Korotyński, Elwira Korotyńska i troje innych członków rodziny Korotyńskich

Henryk Wincenty Korotyński (ur. 24 maja 1913 w Warszawie, zm. 19 września 1986 w Warszawie) – polski polonista, dziennikarz, działacz społeczno-polityczny, poseł na Sejm PRL I, III, IV, V i VI kadencji. Budowniczy Polski Ludowej.

## Życiorys
Syn Brunona Wincentego Korotyńskiego. Uczęszczał do I Gimnazjum Miejskiego im. gen. Sowińskiego, skończył Gimnazjum im. Tadeusza Reytana w Warszawie (1931). Posiadał wykształcenie wyższe. Od 1933 do 1939 współpracował z „Kurierem Warszawskim”. Podczas wojny członek Związku Walki Zbrojnej, później Armii Krajowej. Aresztowany w 1943 był więźniem na Pawiaku, a następnie niemieckiego obozu koncentracyjnego Auschwitz-Birkenau i obozu Buchenwald.
W latach 1945–1946 był kierownikiem działu zagranicznego „Dziennika Ludowego”, następnie (do 1948) redaktorem naczelnym „Wieczoru”, a w latach 1949–1950 redaktorem naczelnym „Rzeczpospolitej”. Od 1951 do 1972 redaktor naczelny „Życia Warszawy” z przerwą w 1957, gdy pełnił funkcję zastępcy redaktora naczelnego „Trybuny Ludu”. W latach 1951–1955 pełnił funkcję przewodniczącego Zarządu Głównego Stowarzyszenia Dziennikarzy Polskich. Laureat nagrody im. Bolesława Prusa.
W 1948 wstąpił do Polskiej Partii Robotniczej, która w tym samym roku współtworzyła Polską Zjednoczoną Partię Robotniczą. W latach 1958–1962 oraz 1971–1975 był zastępcą członka Komitetu Centralnego partii. Poseł na Sejm PRL w latach 1952–1956 i 1961–1976 (I, III, IV, V i VI kadencji). Członek Ogólnopolskiego Komitetu Frontu Jedności Narodu w 1958. Od 1971 był członkiem prezydium Obywatelskiego Komitetu Odbudowy Zamku Królewskiego w Warszawie. W latach 1972–1973 był przewodniczącym Stołecznego Komitetu FJN. Od 1973 do 1978 pełnił funkcję zastępcy sekretarza generalnego Międzynarodowej Federacji Bojowników Ruchu Oporu. 23 sierpnia 1980 dołączył do apelu 64 uczonych, pisarzy i publicystów do władz komunistycznych o podjęcie dialogu ze strajkującymi robotnikami. W latach 1982–1985 członek Trybunału Stanu. Od 1969 do 1986 członek Rady Naczelnej  i Zarządu Głównego Związku Bojowników o Wolność i Demokrację.
Autor książek: Dziesięć tygodni w Korei (1952), Różnie bywało (1972), wspomnień Trzy czwarte prawdy (1987).
Został pochowany w grobie rodzinnym na cmentarzu Stare Powązki w Warszawie (kw. 62, rząd 5, grób 14/15).

## Odznaczenia
- Order Budowniczych Polski Ludowej (1974)[8]
- Order Sztandaru Pracy I klasy
- Krzyż Komandorski Orderu Odrodzenia Polski (1954)[9][10]
- Medal „Za udział w wojnie obronnej 1939” (1981)[11]
- Krzyż Oświęcimski (1985)[12]
- Medal 10-lecia Polski Ludowej (1954)[13]
- Medal 30-lecia Polski Ludowej
- Medal 40-lecia Polski Ludowej
- Odznaka 1000-lecia Państwa Polskiego (1966)[14]
- Złota Odznaka Honorowa Towarzystwa Przyjaźni Polsko-Radzieckiej (1968)[15].